# Hamidur Rahman
Hamidur Rahman, né le 2 février 1953 et mort le 28 octobre 1971, était un cipaye du East Bengal Regiment dans l'Armée de terre bangladaise pendant la Guerre de libération du Bangladesh.
Il est tué, à l'âge de dix-huit ans, durant la bataille de Dhalai (en) le 28 octobre 1971 à Sreemangal. C'est largement grâce à ses efforts (la neutralisation d'une pièce d'artillerie) que la Mukti Bahini et l'Armée de terre indienne s'emparèrent du poste frontalier de Dhalai. Pour ses actes, il a reçu à titre posthume la Bir Sreshtho, la plus haute décoration militaire bangladaise.